# Coupe d'Angleterre de football 1920-1921
Navigation
Coupe d'Angleterre 1919-1920 Coupe d'Angleterre 1921-1922
La Coupe d'Angleterre de football 1920-1921 est la 46e édition de la Coupe d'Angleterre, la plus ancienne compétition de football, la Football Association Challenge Cup (généralement connue sous le nom de FA Cup).
Tottenham Hotspur remporte la compétition pour la deuxième fois de son histoire, battant Wolverhampton Wanderers en finale sur le score de 1 à 0 à Stamford Bridge à Londres.

## Compétition

### Quarts de finale
Les quarts de finale ont lieu le 5 mars 1921.
| Équipe 1          | Résultat | Équipe 2                |
| ----------------- | -------- | ----------------------- |
| Everton           | 0 - 1    | Wolverhampton Wanderers |
| Tottenham Hotspur | 1 - 0    | Aston Villa             |
| Hull City         | 0 - 0    | Preston North End       |
| Cardiff City      | 1 - 0    | Chelsea                 |

Match d'appui le 9 mars 1921.
| Équipe 1          | Résultat | Équipe 2  |
| ----------------- | -------- | --------- |
| Preston North End | 1 - 0    | Hull City |

### Demi-finales
Les demi finales ont lieu le 19 mars 1921, tous les matchs ont lieu sur terrain neutre.
| Équipe 1                | Résultat | Équipe 2          |
| ----------------------- | -------- | ----------------- |
| Wolverhampton Wanderers | 0 – 0    | Cardiff City      |
| Tottenham Hotspur       | 2 - 1    | Preston North End |

Match d'appui le 23 mars 1921.
| Équipe 1                | Résultat | Équipe 2     |
| ----------------------- | -------- | ------------ |
| Wolverhampton Wanderers | 3 – 1    | Cardiff City |

### Finale
| Finale de la coupe d'Angleterre 1920-1921 | Tottenham Hotspur | 1 – 0   | Wolverhampton Wanderers | Stamford Bridge, Londres |                      |
| 23 avril 1921                             |                   | (0 – 0) |                         | Spectateurs : 72 805     | Spectateurs : 72 805 |